# Herbert Clarke
Pour les articles homonymes, voir Clarke.
Herbert James Clarke (né le 10 avril 1879 à Londres et mort le 5 septembre 1956 à Putney) est un patineur artistique britannique qui a participé aux jeux olympiques d'hiver de 1924 à Chamonix. Il fut plus tard président de l'International Skating Union (ISU) de 1946 à 1953.

## Biographie

### JO d'hiver de 1924
Il participe à 45 ans à la compétition individuelle masculine de patinage artistique aux jeux olympiques d'hiver de 1924 à Chamonix et se classe à une honorable dixième place sur onze participants.

### Carrière à l'ISU
Membre du conseil de l'ISU dès 1925, il en devient le vice-président à deux reprises de 1927 à 1935 et de 1937 à 1946. Il succède au néerlandais Gerrit van Laer à la tête de l'ISU de 1946 à 1953.
Après sept années d'arrêt de toutes compétitions internationales à cause de la Seconde Guerre mondiale, c'est sous la présidence d'Herbert Clarke que l'ISU les réorganise de nouveau à partir de 1947:
- les championnats d'Europe de patinage artistique à Davos,
- les championnats du monde de patinage artistique à Stockholm ,
- les championnats du monde toutes épreuves de patinage de vitesse à Oslo.

L'année suivante, en 1948, c'est le retour des Jeux olympiques d'hiver à Saint-Moritz en Suisse. On reprend les mêmes disciples dépendant de l'ISU que lors des derniers Jeux olympiques d'hiver de 1936 à Garmisch-Partenkirchen, à savoir: 
- les épreuves masculines, féminines et de couples mixtes pour le patinage artistique,
- les épreuves masculines de 500m, 1500m, 5000m et 10 000m pour le patinage de vitesse.

C'est également sous la présidence d'Herbert Clarke que l'ISU introduit la danse sur glace aux côtés des trois autres disciplines du patinage artistique. La catégorie de danse sur glace est admise pour la première fois au niveau mondial lors des championnats du monde de patinage artistique de 1952 à Paris.
Herbert clarke assure la présidence de l'ISU jusqu'en octobre 1953, date à laquelle il se résout à démissionner à cause d'une maladie. C'est son vice-président James Koch qui lui succède. On lui décerne le titre de président d'honneur de l'ISU en 1955 lors du 26e congrès de l'ISU, organisé à Lausanne, mais meurt rapidement dès l'année suivante.
En 1996, il a été intronisé au Temple mondial de la renommée du patinage artistique.

## Palmarès
| Compétition                                                              | 1913 | 1914 | 1915 | 1916 | 1917 | 1918 | 1919 | 1920 | 1921 | 1922 | 1923 | 1924 |
| Jeux olympiques d'hiver                                                  |      |      |      | JA   |      |      |      |      |      |      |      | 10e  |
| Championnats du monde                                                    |      |      | CA   | CA   | CA   | CA   | CA   | CA   | CA   |      |      |      |
| Championnats d'Europe                                                    |      |      | CA   | CA   | CA   | CA   | CA   | CA   | CA   |      |      |      |
| Championnats de Grande-Bretagne                                          | 3e   | 3e   | CA   | CA   | CA   | CA   | CA   | CA   |      | 3e   | 3e   | 3e   |
| Légende : JA = Jeux olympiques d'été annulés ; CA = Championnats annulés |      |      |      |      |      |      |      |      |      |      |      |      |